# Bosquentin
Bosquentin település Franciaországban, Eure megyében. Lakosainak száma 128 fő (2022. január 1.). Bosquentin Bézu-la-Forêt, Fleury-la-Forêt, Lilly, Morgny és Bézancourt községekkel határos.

## Népesség
A település népességének változása:
| Lakosok száma | 115  | 77   | 72   | 85   | 133  | 133  | 123  | 126  | 125  | 128  |
|               | 1968 | 1982 | 1990 | 2006 | 2013 | 2015 | 2017 | 2019 | 2020 | 2022 |